# 376. Infanterie-Division (Wehrmacht)
Die 376. Infanterie-Division war ein Großverband des Heeres der deutschen Wehrmacht im Zweiten Weltkrieg.

## Geschichte

### Aufstellung
Die 376. ID wurde als Division der 19. Aufstellungswelle am 21. März 1942 in Angoulême im besetzten Frankreich aufgestellt. 

### Verlegung an die Ostfront
Im Juni 1942 wurde sie an die Ostfront zur Heeresgruppe Süd verlegt und kämpfte bei Charkow. Im Rahmen von Fall Blau marschierte die 376. ID im August 1942 vom Donbogen bis nach Stalingrad. 

### Stalingrad
In der 6. Armee war sie dem XI. Armeekorps unterstellt und hatte am 14. September 1942 bereits folgende Abnutzung in der Gefechtsstärke: sieben Infanterie-Bataillone, davon sechs in durchschnittlicher Stärke und eins in schwacher, Pionier-Bataillon in durchschnittlicher Kampfstärke.
Am 1. November 1942 zählte man 158 Offiziere, 1.125 Unteroffiziere und 5.007 Mannschaftsdienstgrade in einer Gesamtstärke von 6.206 Mann. Die Verluste im Monat Oktober 1942 beliefen sich auf 158 Personen.

### Vernichtung 1943
Sie kapitulierte zusammen mit der 6. Armee im Kessel von Stalingrad am 31. Januar 1943. 

### Wiederaufstellung
Im April 1943 wurde der Verband in den Niederlanden mit Rekruten und Rekonvaleszenten neu aufgestellt.

### Verlegung an die Ostfront
Die Division kehrte im November 1943 zur 8. Armee an die Ostfront zurück. 

### Eingliederung der Reste der 167. ID
Im Februar 1944 wurde sie durch Eingliederung der Divisions-Gruppe 167 verstärkt. 

### Vernichtung 1944
Im Sommer 1944 musste sie sich mit der Heeresgruppe Südukraine bis nach Rumänien zurückziehen, bis sie im August 1944 infolge der Operation Jassy-Kischinew der Roten Armee bei Jassy vernichtet wurde.
Der Panzerjäger-Abteilung der Division wurden noch im September 1944 für eine Neuausrüstung vierzehn Jagdpanzer 38 zugeteilt.

### Verwendung der Reste der Division
Die Überlebenden teilte man der 15. ID und 76. ID zu.

## Personen
| Dienstzeit                      | Dienstgrad      | Name                  |
| ------------------------------- | --------------- | --------------------- |
| 1. April 1942 bis 1. April 1943 | Generalleutnant | Alexander von Daniels |
| 1. April bis 11. Dezember 1943  | Generalleutnant | Arnold Szelinski      |
| 11. Dezember 1943 bis unbekannt | Generalleutnant | Otto Schwarz          |

| Dienstzeit                                                     | Dienstgrad     | Name              |
| -------------------------------------------------------------- | -------------- | ----------------- |
| 1. April bis 21. August 1942                                   | Major          | Heinrich Bussmann |
| 21. August 1942 bis 5. März 1944                               | Oberstleutnant | Horst Wilutzky    |
| 5. März bis 15. August 1944                                    | Major          | Philipp Heinz     |
| 15. August 1944 bis zur Vernichtung der 376. ID im August 1944 | Major          | Ralf Bucher       |

## Gliederung
| 1942                      | Januar – Juli 1944       | August 1944              |
| ------------------------- | ------------------------ | ------------------------ |
| Grenadier-Regiment 672    |                          |                          |
| Grenadier-Regiment 673    |                          |                          |
| Grenadier-Regiment 767    | Grenadier-Regiment 767   | --                       |
| –                         | Divisions-Gruppe 167     | Grenadier-Regiment 315   |
| –                         | Füsilier-Bataillon 376   | Füsilier-Bataillon 376   |
| –                         | Feldersatz-Bataillon 376 | Feldersatz-Bataillon 376 |
| Artillerie-Regiment 376   | Artillerie-Regiment 376  | Artillerie-Regiment 376  |
| Panzerjäger-Abteilung 376 |                          |                          |
| Pionier-Bataillon 376     |                          |                          |
| Nachrichten-Abteilung 376 |                          |                          |
| Versorgungseinheiten 376  |                          |                          |